# Сольский, Людвик

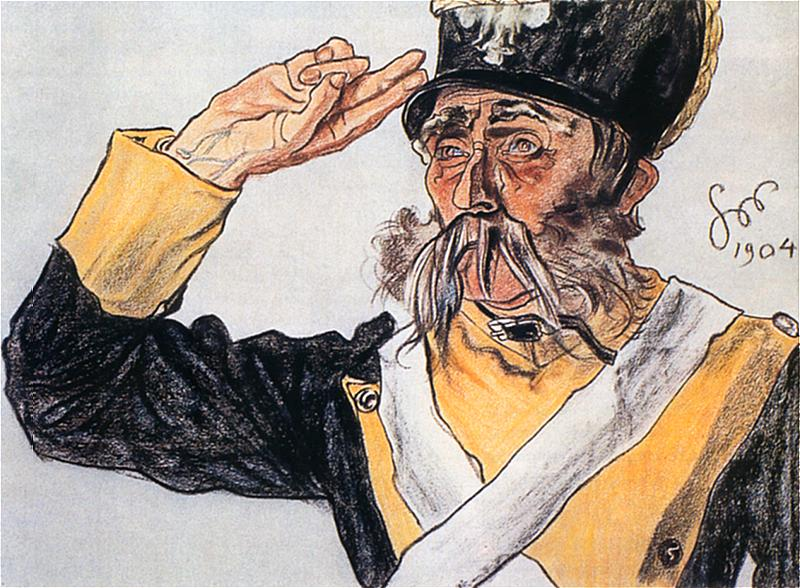
Л. Сольский в роли старого солдата в «Варшавянке» С. Выспянского

 Людвик Наполеон Сольский (пол. Ludwik Solski, наст. фамилия — Сосновский; 20 января 1855[…], Гдув, Малопольское воеводство — 19 декабря 1954[…], Краков) — польский актёр, режиссёр и театральный деятель.

## Биография
Из семьи обедневшего шляхтича. С детства увлекался театром.
- 1875 — на выходных ролях в Краковский театр под рук. С. Козьмяна.
- 1876/77 — летний театр «Эльдорадо» (Варшава); затем в Лодзи, Ченстохове, Люблине, Познани и других городах.
- 1882 — учился в Варшаве пению и в 1882-83 пел в опере и в оперетте в Познани.
- 1883 — в Кракове (под руководством С. Козьмяна).
- с 1893 — Краковский театр им. Словацкого (с 1894 года — главный режиссёр).
- 1900-05 — львовский Городской театр
- 1905—1913 — директор Краковского театра им. Ю. Словацкого,
- с сезона 1913/14 годов — главный режиссёр, а в 1923/24 — директор театра «Розмаитости» в Варшаве
- в сезоне 1916/17 играл в театрах Кракова и Лодзи
- 1917/18 — директор Польского театра (Варшава)
- 1919-21 — театры Познани, Лодзи, Вильно, Люблине
- с 1924 года — в Национальном театре (Варшава; в 1935—1938 годах — директор театра)

Закончил актёрскую деятельность на её восьмидесятом году — в 1954 году. В этом же году умер и был похоронен в крипте заслуженных в церкви святого Станислава.
Жена — Ирена Сольская (1875—1958), актриса, театральный режиссёр.

## Роли
- Горштынский — «Горштынский» Ю. Словацкого
- ксёндз Петр — «Дзяды» А. Мицкевича
- Мицкевича — «Легион» С. Выспянского
- старый солдат-ветеран — «Варшавянка» С. Выспянского
- Калигула — «Калигула» К. Ростворовского
- Фридрих — «Фридрих Великий» Новачиньского
- Димитрий — «Царь-самозванец» Новачиньского
- Латка — «Пожизненная рента» А. Фредро
- Папкин и Дындальский — «Месть» А. Фредро
- Пан Иовяльский — «Пан Иовяльский» А. Фредро
- Эгъючик — «Двенадцатая ночь» У. Шекспира
- Догберри — «Много шума из ничего» У. Шекспира
- Петруччио — «Укрощение строптивой» У. Шекспира
- Гарпагон — «Скупой» Мольера
- Перчихин — «Мещане» М. Горького
- актер — «На дне» М. Горького
- Фирс — «Вишнёвый сад» А. П. Чехова
- Грозный — «Смерть Иоанна Грозного» А. К. Толстого
- Старик — «Русские люди» К. Симонова

## Звания и награды
- Кавалер Большого креста Ордена Возрождения Польши (1946)
- Командор Ордена Возрождения Польши (1935)
- Орден Строителей Народной Польши (1954)
- Орден «Знамя Труда» 1-й степени (1951)
- Медаль 10-летия Народной Польши
- Лауреат Государственной премии ПНР (1950).
- Почётный доктор философии Ягеллонского университета (1954)
- Почётный гражданин города Кракова (1954).

## Память
- Имя Л. Сольского носила Государственная высшая актёрская школа  в Кракове.